# Mazda MXR-01
La Mazda MXR-01 è una vettura sport prototipo costruito secondo i regolamenti FIA di Gruppo C, per gareggiare nella 24 Ore di Le Mans e nel Campionato mondiale sportprototipi 1992. La vettura utilizzata dal team ufficiale Mazda Mazdaspeed nella stagione 1992, è stata l'ultima auto da competizione utilizzata nelle corse di durata dall'inizio del programma Le Mans nel 1983. Il suo miglior risultato vè stato un secondo posto alla 500 km di Silverstone 1992.